# Keresztút

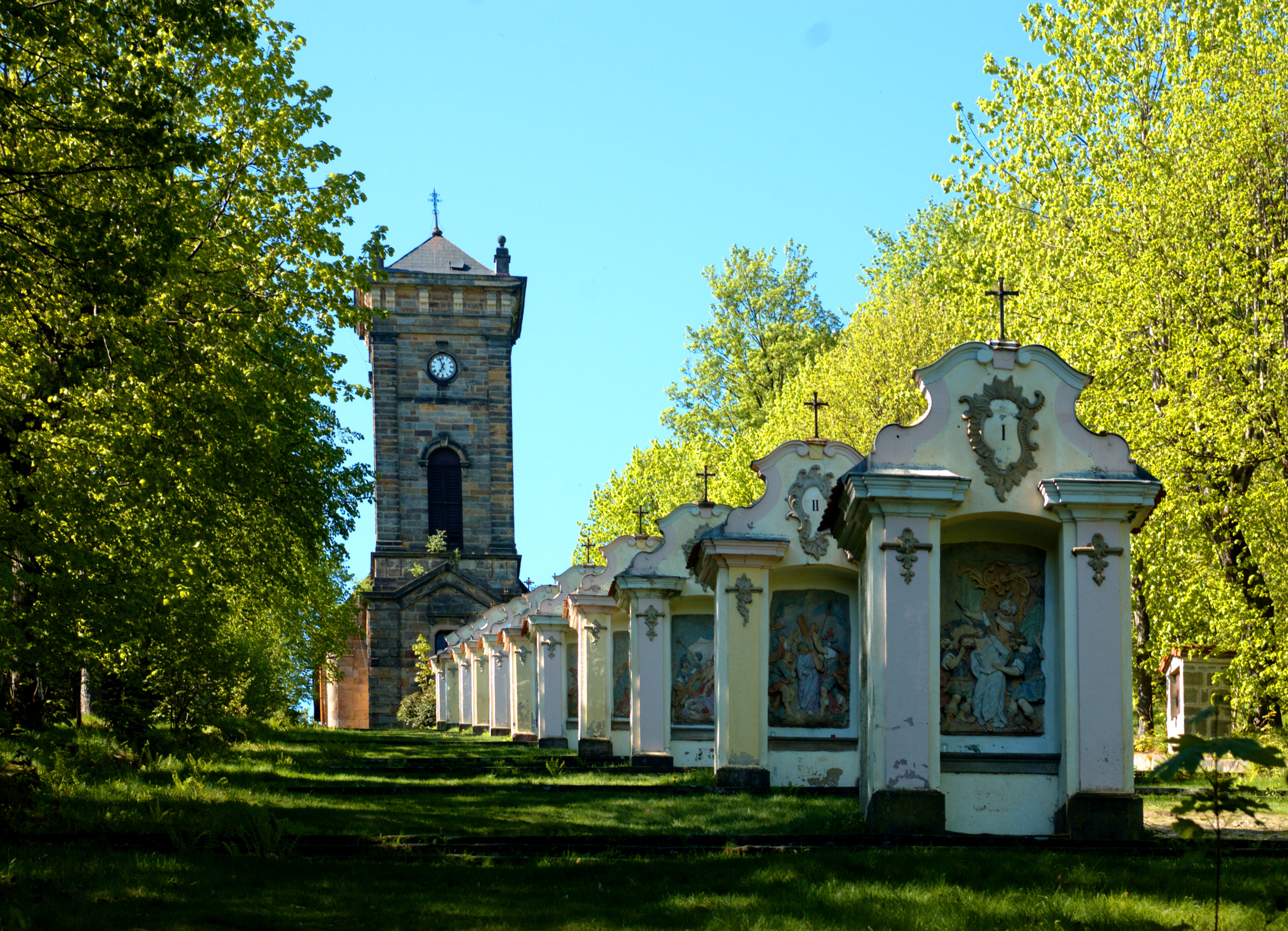
Keresztút (Jiřetín pod Jedlovou, Csehország)

A keresztút (lat. via crucis, via dolorosa) eredetileg az a kb. 1,5 km-es útvonal, melyen a keresztény hagyomány szerint Jézus a kereszttel a Praetoriumtól (Gabbata) kiment a Golgotára. Ma olyan ájtatosság, aminek segítségével a keresztény hívek Jézus szenvedésein és keresztre feszítésének eseményein elmélkedhetnek. Ennek gyakorlásához zárt térben (általában templomban) vagy szabadban (általában hegyen) elhelyeznek 14 állomást (stációt). Van, ahol a 15. stációt, a feltámadást is ábrázolják. Protestáns felekezetek nem gyakorolják.

## Története
Jézus keresztútjának néhány állomását nagyon korán kővel vagy kápolnával jelölték meg. A hagyomány szerint Jézus anyja és egy-egy tanítvány a föltámadás után naponta végigjárta az úgynevezett szent körutat:
- Utolsó vacsora terme
- Annás és Kaifás háza
- Golgota
- Szentsír
- Praetorium
- Getszemáni-kert
- Olajfák hegye
- Kidron-völgy
- Sion hegye

A 14. századtól a ferencesek által vezetett zarándokok vagy ugyanezt az útvonalat, vagy a Praetorium–Szentsír közti 14 emlékhelyet (nem egészen azonosak a maiakkal) járták keresztútként. A stációk száma változó volt (7, 12, 14). Varallóban (Itália) 1520 körül 43 stációig bővítették a keresztutat. A 14 stációs keresztút világméretű elterjedése Porto Maurizió-i Szent Lénárdhoz fűződik:
1731-ben és 1742-ben a búcsúk kongregációja az általa meghatározott formát fogadta el. Ehhez később egy 15. állomást is (Jézus feltámad a halálból) csatoltak sok helyen.
A ferences rend volt a legbuzgóbb terjesztője a keresztúti ájtatosságnak, akik „szent circulus”-nak, azaz szent körjáratnak nevezték. Különösen Szent Lénárd (1676–1751) római ferences tűnt ki a keresztúti ájtatosság terjesztésében, és tulajdonképpen ő volt az, aki ezt az ájtatosságot rendszeresítette. Ő maga 576 keresztutat állított fel. Itália „apostolának” is nevezték. Negyvenéves missziós működése idején 326 népmissziót tartott Észak- és Közép-Itáliában. 1867-ben avatták szentté, 1923-ban pedig a népmissziók védőszentje lett. Épp ezért a pápák a keresztutak felállításának jogát kizárólag a ferenceseknek adták, akik esetleg másokat is felruházhatnak e hatalommal. Megjegyzendő azonban, ahhoz hogy a keresztút érvényes legyen, feltétlenül szükséges, hogy mind a 14 állomáson egy-egy fakereszt legyen. Az egyes jeleneteket ábrázoló képek nem szükségesek. A történelmi Magyarországon a legszebb kálvária a selmecbányai. Franciaországban és Németországban több művészi kivitelű kálvária maradt reánk, mint pl. a frankfurti, lübecki, nürnbergi (ez utóbbi stációinak reliefjeit Adam Kraft készítette).

## Állomásai (stációk)
A keresztútnak az idők folyamán kiformálódott 15 állomása:
1. Pilátus halálra ítéli Jézust
2. Jézus vállára veszi a keresztet
3. Jézus először esik el a kereszt súlya alatt
4. Jézus szent anyjával találkozik
5. Cirenei Simon segít vinni Jézusnak a keresztet
6. Veronika kendőt nyújt Jézusnak
7. Jézus másodszor esik el a kereszt terhe alatt
8. Jézus vigasztalja a síró asszonyokat
9. Jézus harmadszor esik el a kereszttel
10. Jézust megfosztják ruhájától
11. Jézust a keresztre szegezik
12. Jézus meghal a kereszten
13. Jézust leveszik a keresztről (és anyja ölébe fektetik)
14. Jézust sziklasírba temetik
15. Jézus harmadnapra feltámad[4]

Az egyes stációkat Jézus szenvedésének ábrázolásai (stációképek) jelzik, majd a zárókép a föltámadásra utal. A templomokban a 14 stációképet a falon körbe, egy-egy kisebb kereszt alatt helyezik el, általában a stációt jelző római számmal együtt. A szabadban (hegyen) emelt keresztút 14 stációs kápolnából vagy oszlopból áll, és kálváriához vezet. Van, ahol a 15. stációt, a feltámadást is ábrázolják. Különösen a nagyböjt idején gyakorolják a keresztútjárást. Folytatásának tekinthető az általában húsvét és pünkösd közötti időszakban gyakorolt ájtatosság, az ún. örömút.
A keresztút állomásai; München, Bürgersaal:

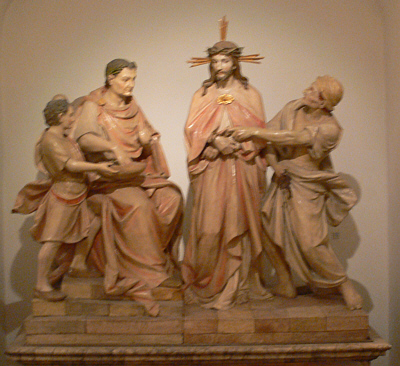
I. stáció: Pilátus halálra ítéli Jézust
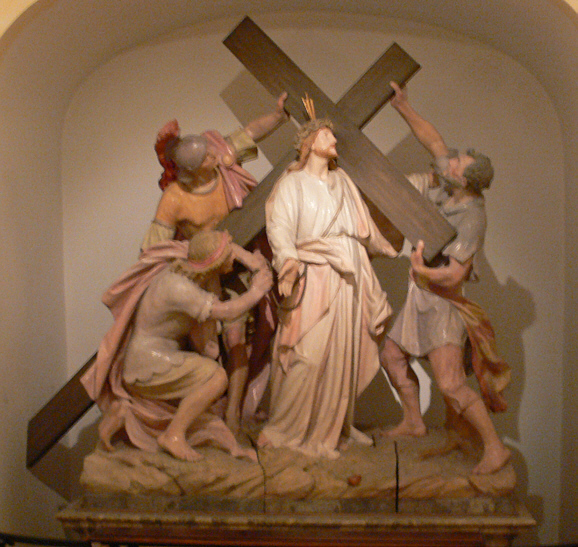
II. stáció: Jézus vállára veszi a keresztet
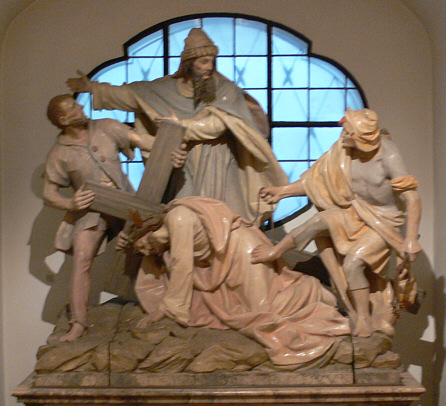
III. stáció: Jézus először esik el a kereszt súlya alatt
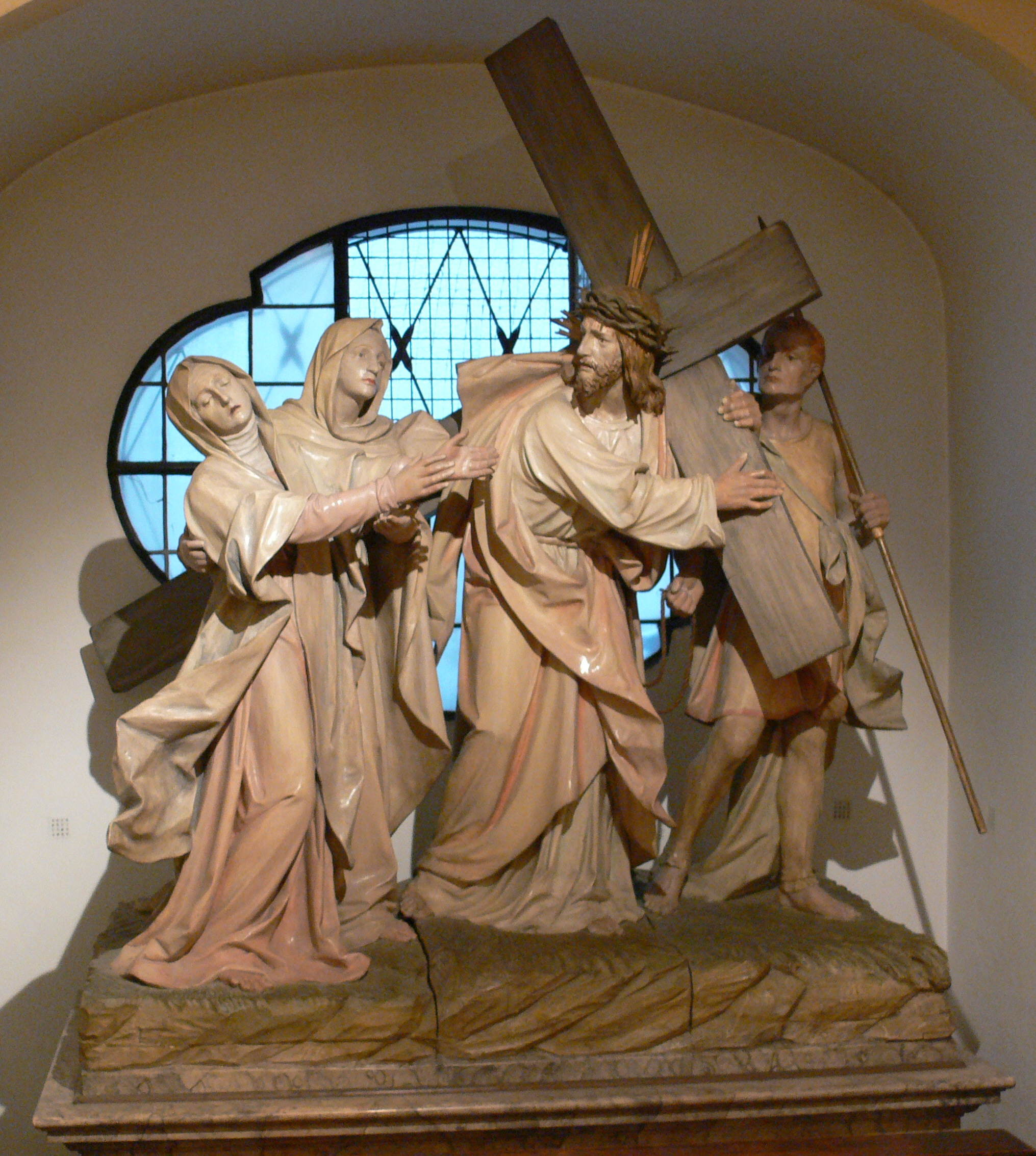
IV. stáció: Jézus szent anyjával találkozik
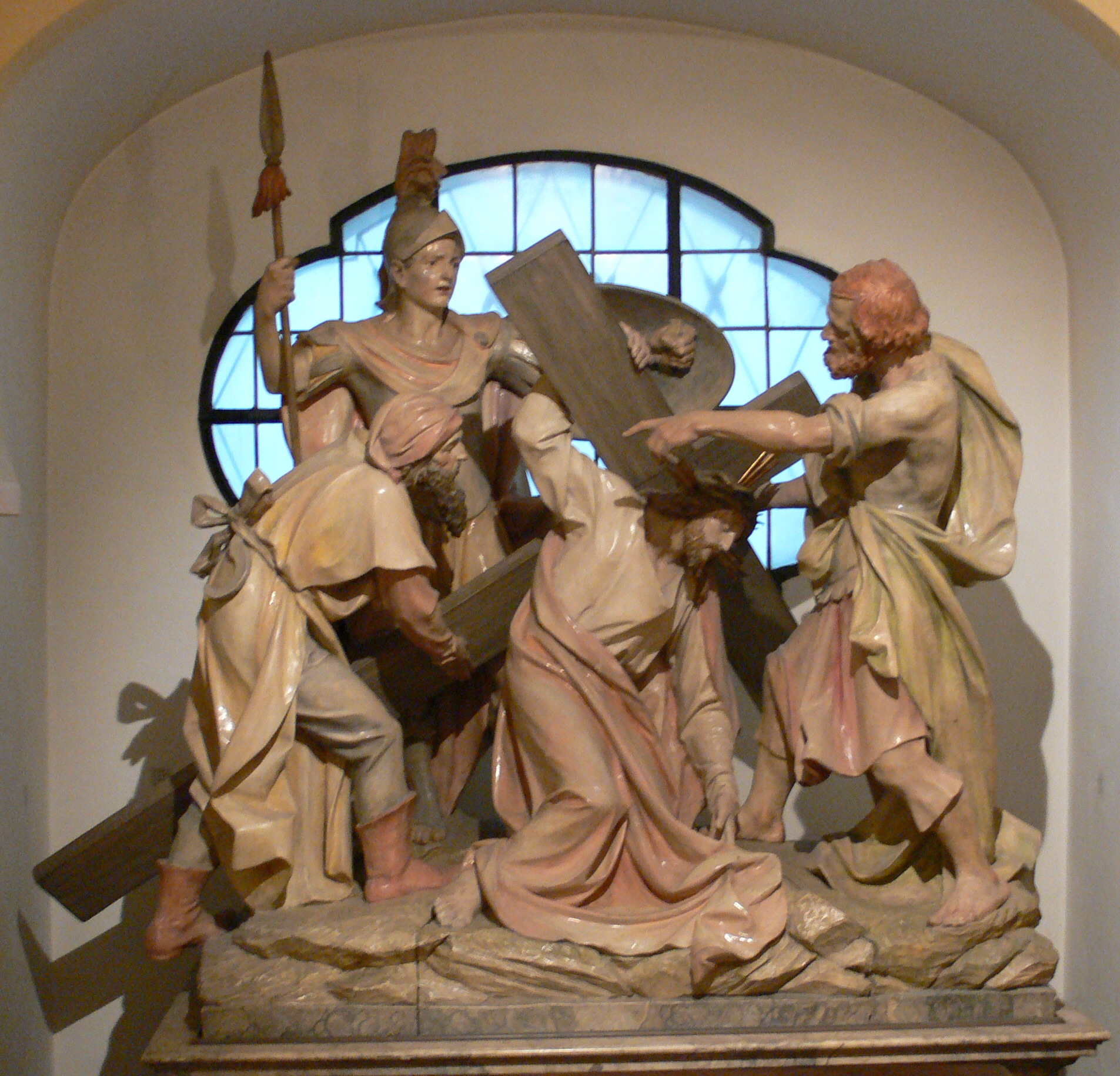
V. stáció: Cirenei Simon segít vinni Jézusnak a keresztet
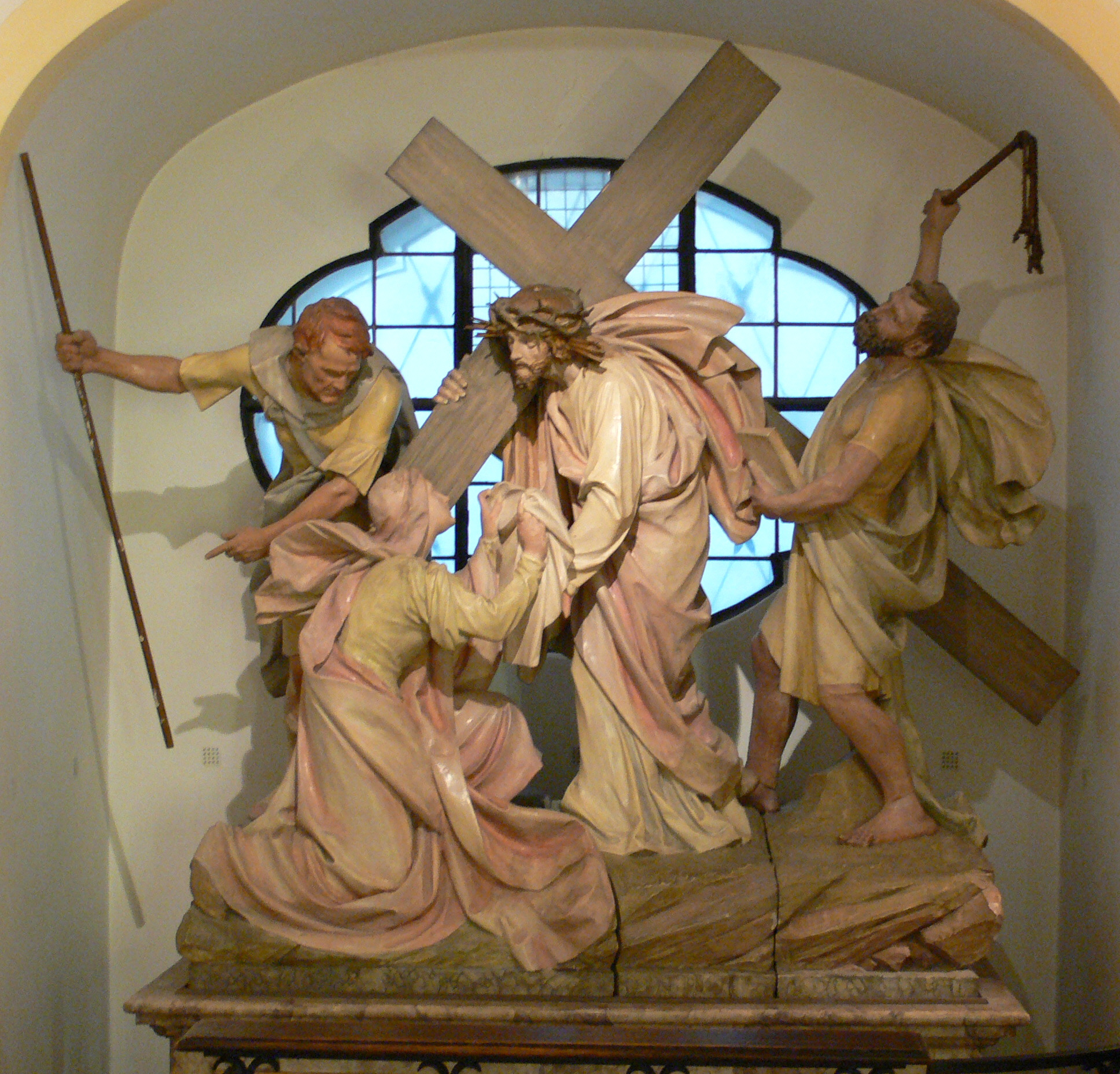
VI. stáció: Veronika kendőt nyújt Jézusnak
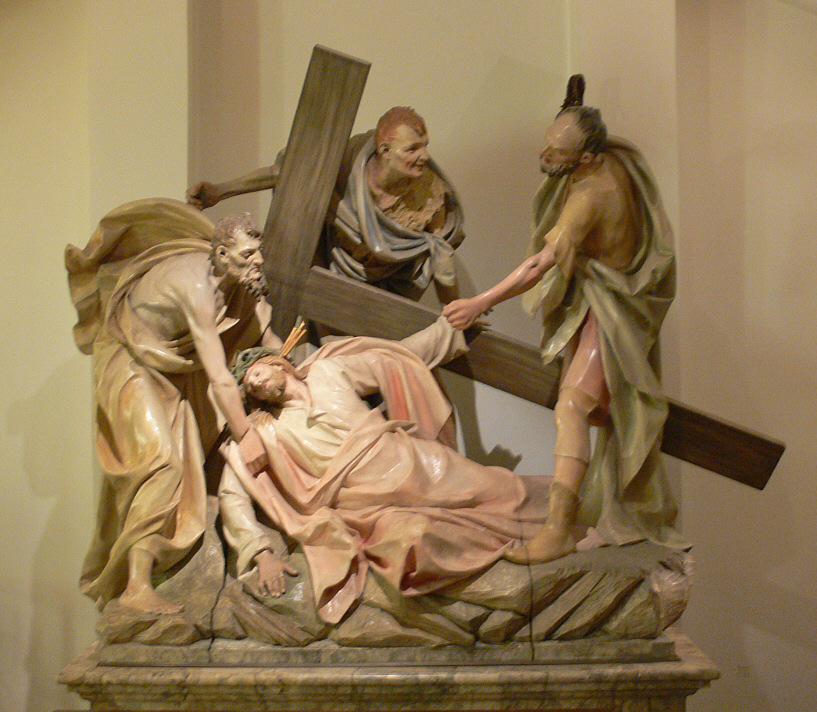
VII. stáció: Jézus másodszor esik el a kereszt terhe alatt
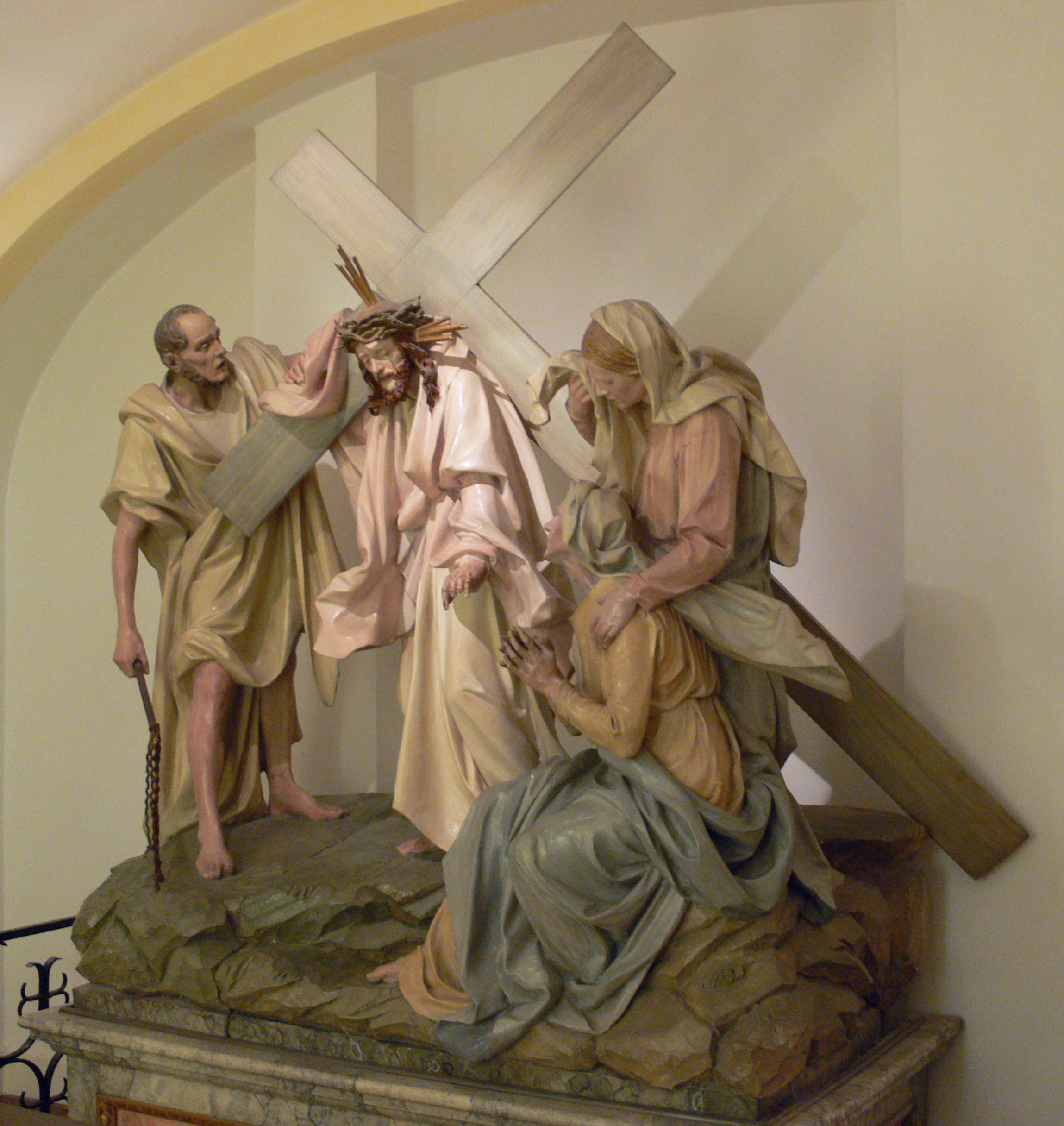
VIII. stáció: Jézus szól a síró asszonyoknak
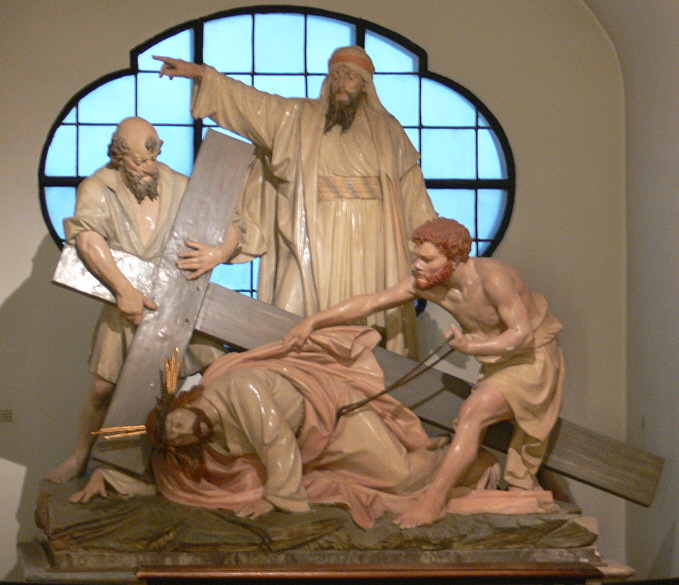
IX. stáció: Jézus harmadszor esik el a kereszttel
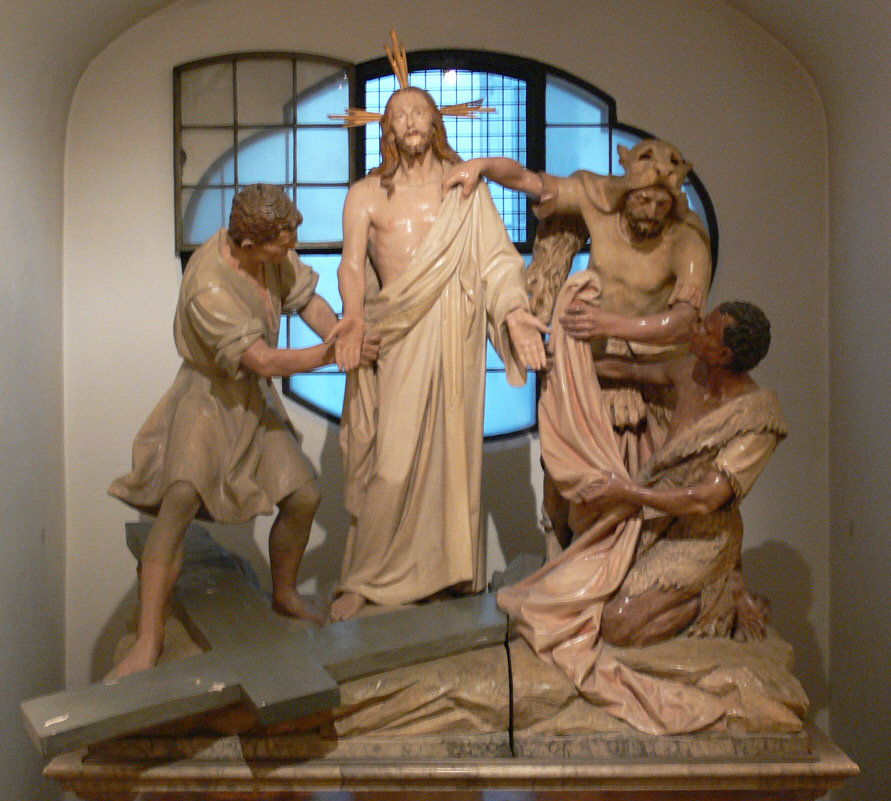
X. stáció: Jézust megfosztják ruháitól
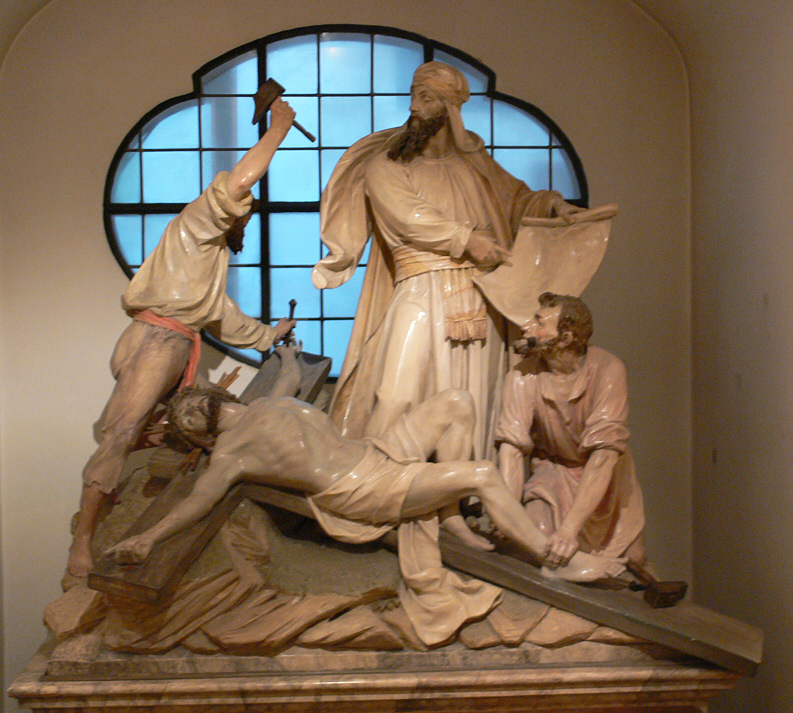
XI. stáció: Jézust keresztre szegezik
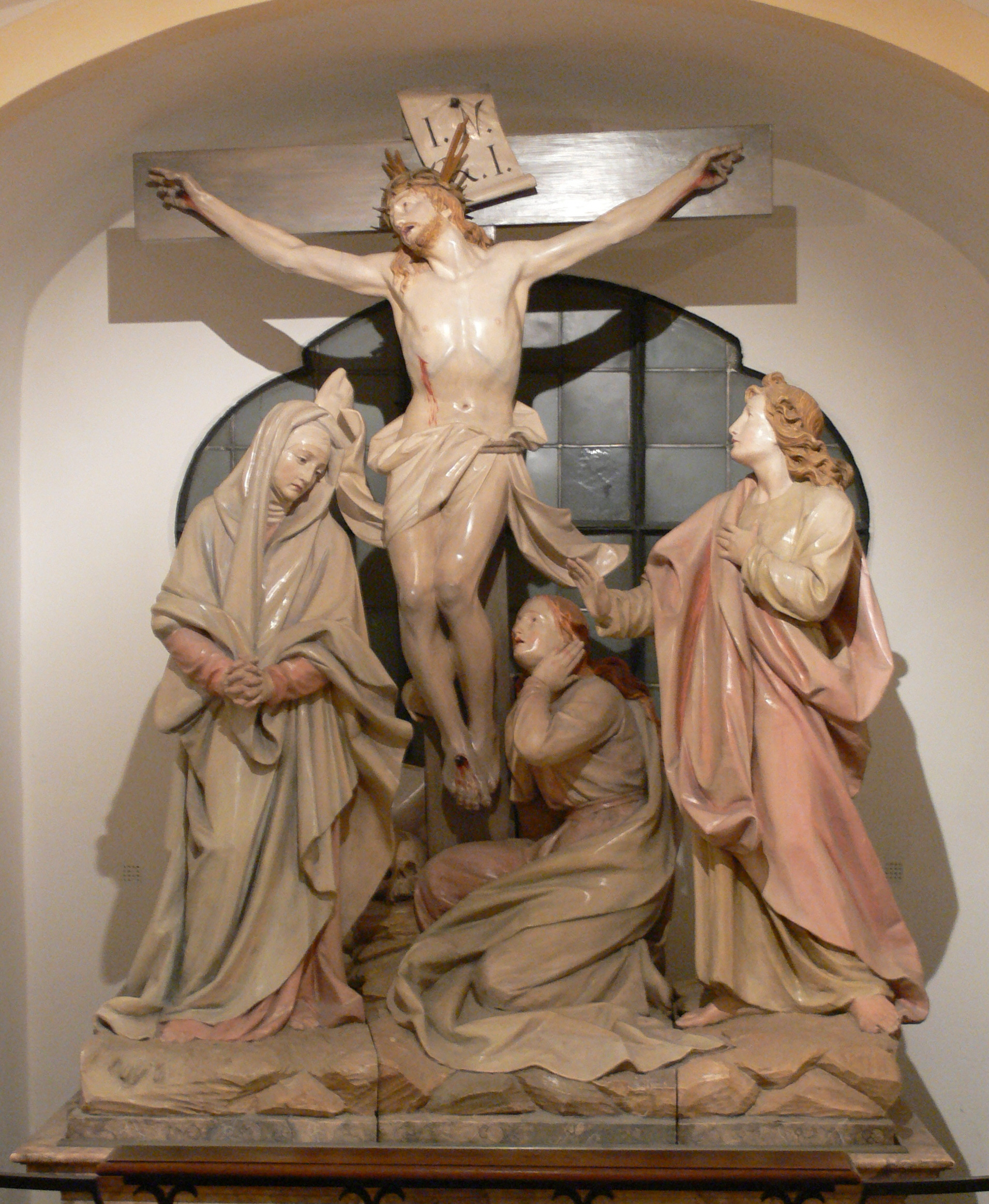
XII. stáció: Jézus meghal a kereszten
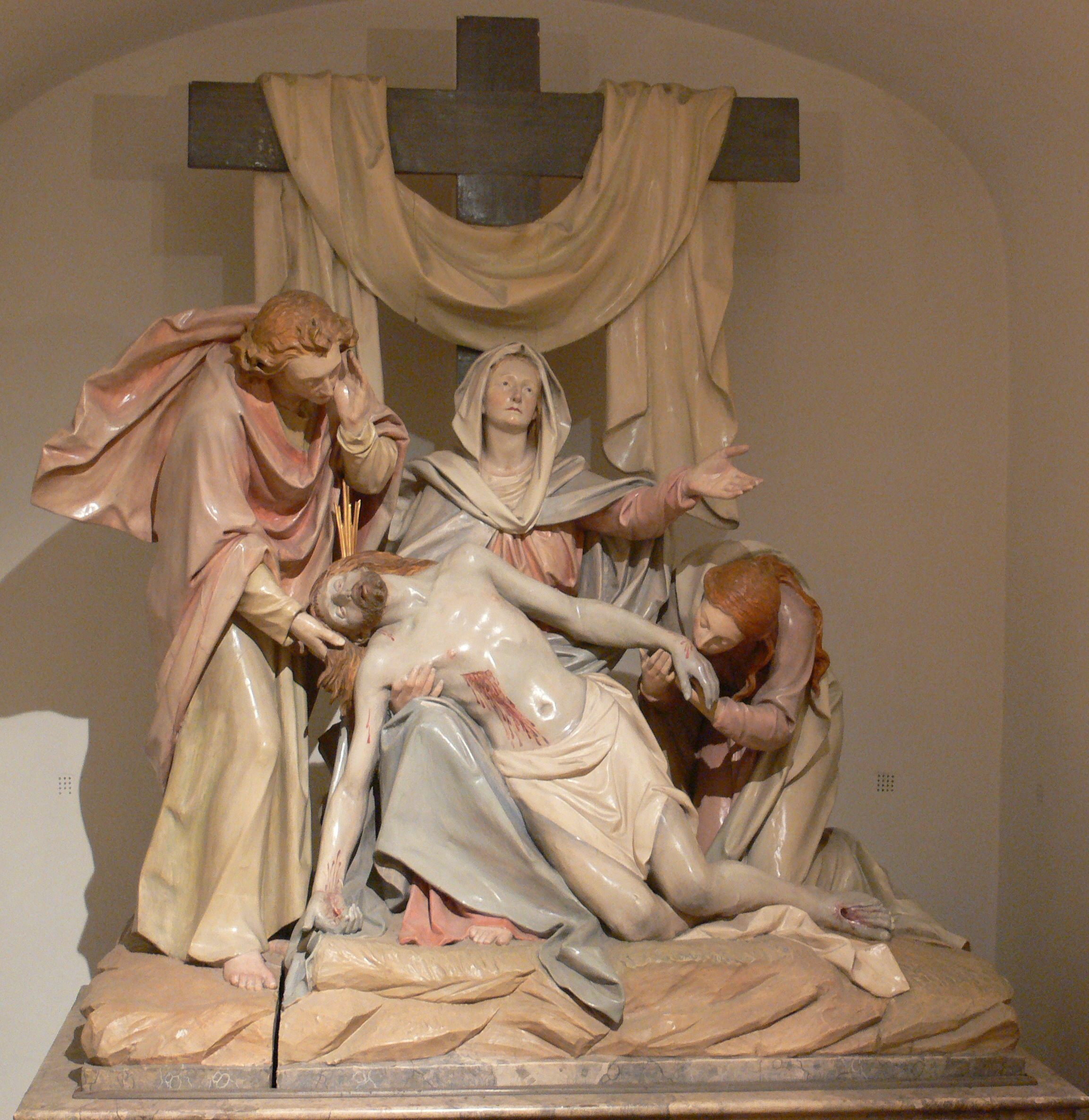
XIII. stáció: Jézus testét leveszik a keresztről és anyja ölébe fektetik
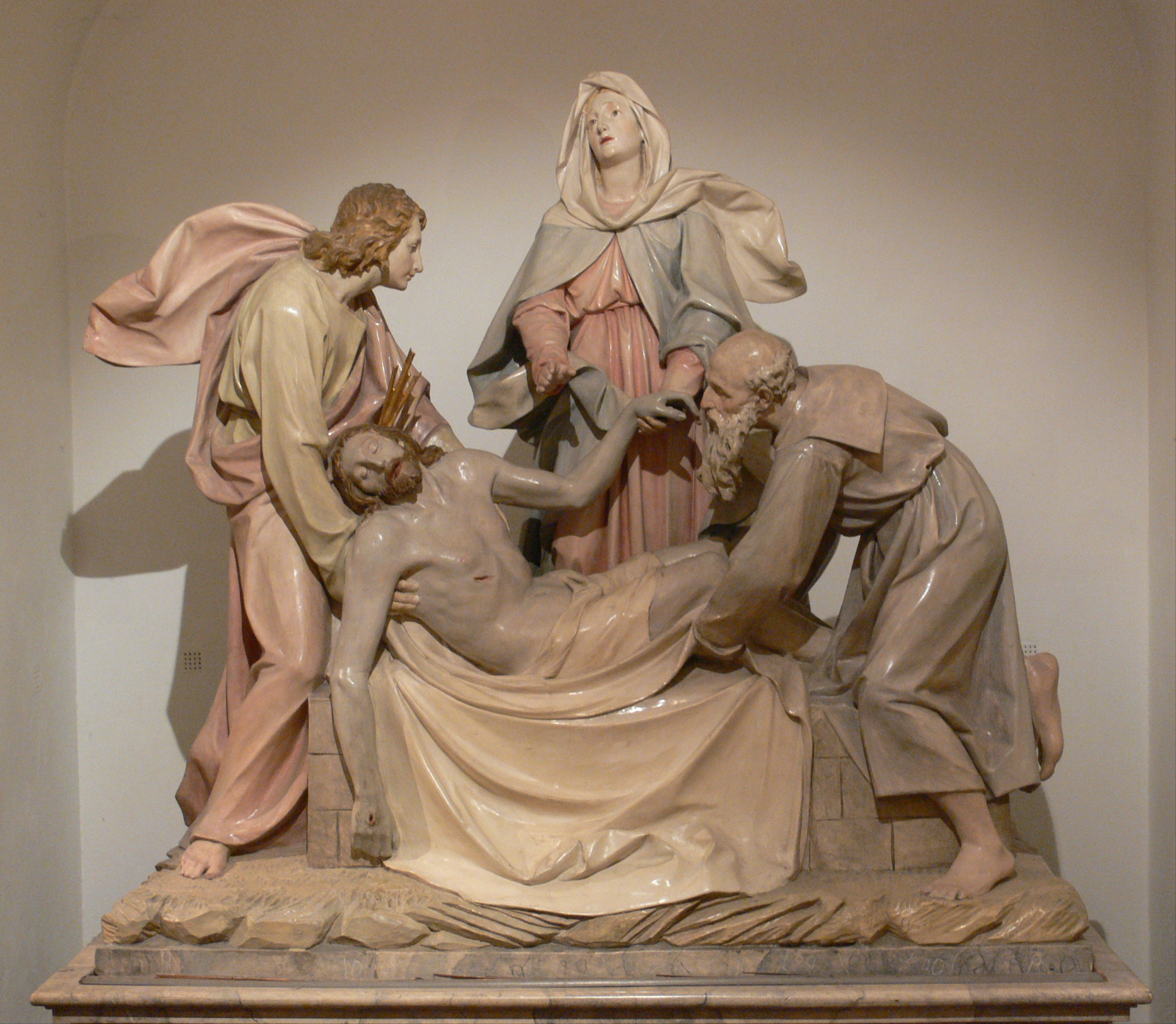
XIV. stáció: Jézust sziklasírba temetik